# Tsjerkessische Autonome Oblast
De Tsjerkessische Autonome Oblast (Russisch: Черкесская автономная область, Tsjerkesskaja avtonomnaja oblast) was een autonome oblast in de Sovjet-Unie. De autonome oblast ontstond op 26 april 1926 uit de Karatsjaj-Tsjerkessische Autonome Oblast. De oblast werd in 1943 afgeschaft omdat Jozef Stalin verdacht de Tsjerkessen ervan dat zij met de Duitse bezetter gecollaboreerd hadden. waardoor het gebied onderdeel van de RSFSR werd.
De Tsjerkessische Autonome Oblast werd na de rehabilitatie van de Tsjerkessen in januari 1957 uit de RSFSR opnieuw opgericht. In 1957 werd de Tsjerkessische autonome oblast samengevoegd met de Karatsjaïsche Autonome Oblast tot de Karatsjaj-Tsjerkessische Autonome Oblast.